# Bottiella niceforei
Bottiella niceforei is een krabbensoort uit de familie van de Trichodactylidae. De wetenschappelijke naam van de soort is voor het eerst geldig gepubliceerd in 1968 door Schmitt & Pretzmann.